# Dayah Seumiden
Dayah Seumiden is een bestuurslaag in het regentschap Pidie van de provincie Atjeh, Indonesië. Dayah Seumiden telt 432 inwoners (volkstelling 2010).